# Jerry Hoffmann

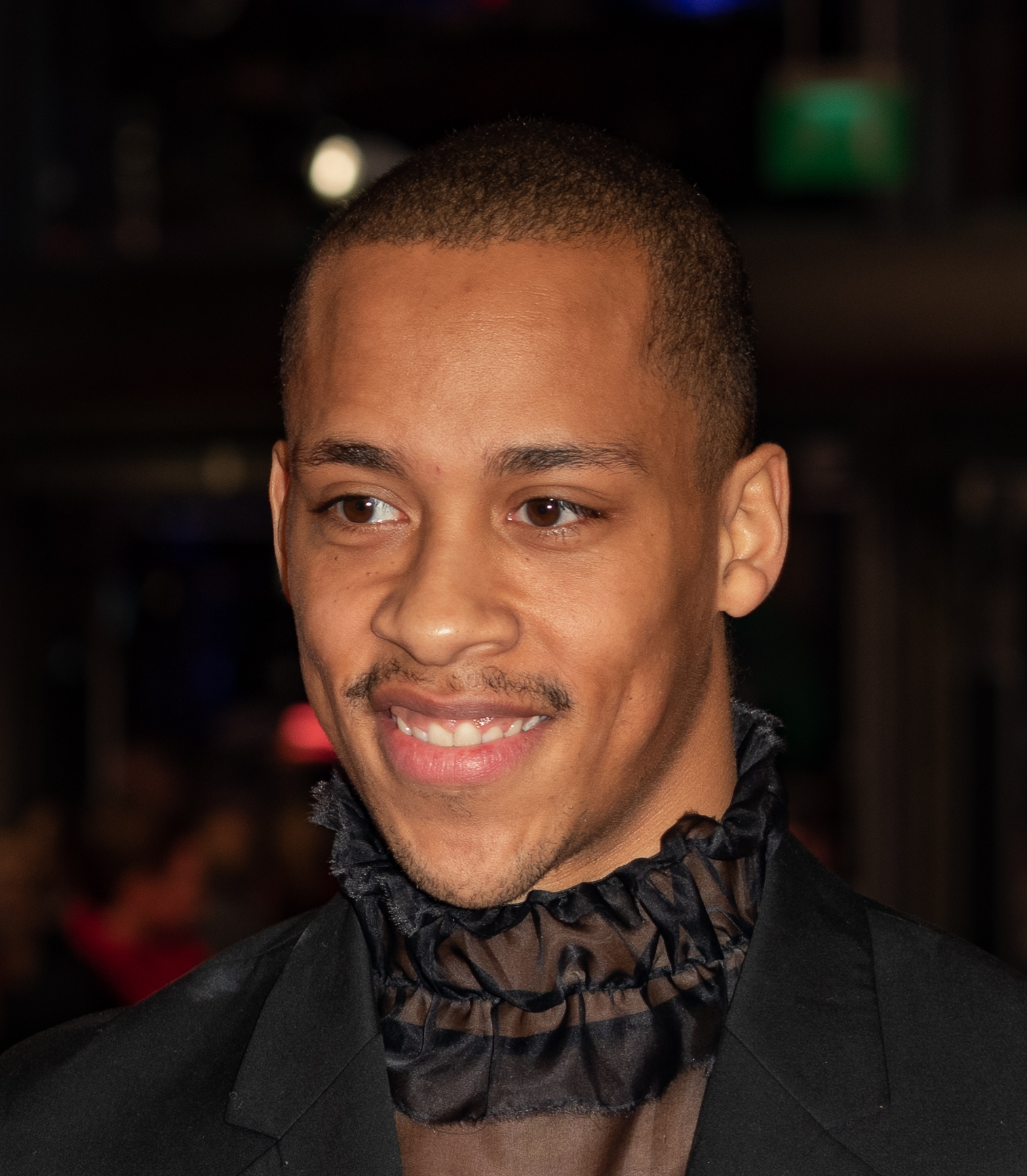
Jerry Hoffmann (2020)

Jerry Hoffmann (* 30. Mai 1989 in Hamburg als Jeremias Acheampong) ist ein deutscher Schauspieler und Regisseur.

## Leben
Hoffmann hatte 2010 einen ersten Durchbruch mit der Darstellung des Samir im Kinofilm Shahada, der im Wettbewerb der 60. Berlinale Premiere feierte und internationale Preise gewann. Er studierte von 2009 bis 2010 Schauspiel an der Otto-Falckenberg-Schule in München und von 2012 bis 2015 der Universität der Künste Berlin. Noch während seines Studiums wurde er ans Maxim-Gorki-Theater geholt. 2013 wurde er von der Theater Heute zum Nachwuchsschauspieler des Jahres nominiert. 
Auf dem Filmfest München wurde er 2015 für seine Darstellung des Sebastian Klein in Heil als bester Schauspieler nominiert. Der Film feierte seine Premiere auf dem Filmfest in Karlovy Vary und lief international auf Festivals. 2015 studierte Hoffmann an der Loyola Marymount University Filmregie. 2017 moderierte er gemeinsam mit Aylin Tezel den First Steps Award. Amelie rennt gewann 2018 den Deutschen Filmpreis. Neben dem Schauspiel widmet sich Hoffmann vermehrt der Filmregie. Hoffmann trat in der Inszenierung Mittelreich von Anta Helena Recke an den Münchener Kammerspielen, auf. Das Stück wurde 2018 zum Theatertreffen in Berlin eingeladen, die Regie und das Ensemble wurden 2019 mit dem ITI-Theaterpreis ausgezeichnet. 
Von 2018 bis 2020 absolvierte er einen Master in Filmregie an der Hamburg Media School. 2019 wurde er als Jurymitglied des Max Ophüls Preises berufen und hielt bei der Preisverleihung eine flammende und viel beachtete Rede an seine Generation zu Diversität im Deutschen Film. Und im Februar 2019 war er Mitglied der Jury für die Perspektive Deutsches Kino im Rahmen der Berlinale. Die Vogue bezeichnete ihn 2019 als „Actor to watch“. Seine ersten beiden Filme als Regisseur in Hamburg, Mall & 90 %, liefen beide 2020 im Wettbewerb des 41. Max Ophüls Preises. Im Sommer 2019 war Hoffmann in einer der Hauptrollen in der Coming of Age-Kinokomödie Abikalypse zu sehen, wo er neben Lea van Acken, Lisa-Marie Koroll, Reza Brojerdi und Lucas Reiber die Rolle des Yannick übernahm. 2020 stand Hoffmann als Prinz Tanka in Ngo The Chaus zweiter Regiearbeit Die Hexenprinzessin vor der Kamera, welche Weihnachten 2020 erstmals ausgestrahlt wurde. Er spielt hier die Hauptrolle neben Charlotte Krause, Jürgen Vogel, Desireé Nosbusch und Ken Duken. 
Hoffmann ist Mitglied der Deutschen Filmakademie und der Europäischen Filmakademie. Er lebt in Hamburg und Berlin.

## Filmografie
- 2010: Shahada
- 2011: Wir sind wieder wer
- 2011: Nemez
- 2012: Zeit der Helden (WDR / Arte)
- 2013: Ein weites Herz – Schicksalsjahre einer deutschen Familie
- 2015: Grzimek (ARD)
- 2015: Heil
- 2015: Hitman: Agent 47
- 2017: Amelie rennt
- 2017: Abi ’97 – gefühlt wie damals
- 2018: Pauls Weihnachtswunsch
- 2019: Die Freundin meiner Mutter
- 2019: Abikalypse
- 2019: Mall (Regie)
- 2020: 90%
- 2020: Platzspitzbaby
- 2020: Die Hexenprinzessin
- 2021: I Am (Regie)
- 2022: Yakamoz S-245
- 2024: Beasts Like Us (Fernsehserie)
- 2024: Die Liebeskümmerer
- 2024: The Next Level (Miniserie)

## Theater
- 2011: Schmeiß dein Ego weg
- 2013: Ich rufe meine Brüder
- 2013: Entertaining Mr. Sloane
- 2014: Das Kohlhaas Prinzip
- 2017: Mittelreich
- 2017: First Steps Award